# 文汇路街道
文汇路街道，是中华人民共和国陕西省咸陽市渭城区下辖的一个乡镇级行政单位。

## 行政区划
文汇路街道下辖以下地区：
东风路社区、毕塬东路社区、文汇东路社区、文汇西路社区、新兴北路社区、钢管厂社区、华星厂社区、毕塬中路社区、职盟一路社区、联盟二路社区、二０二所社区、民院社区和陕工职院社区。